# 步频
步频指的是单位时间内走动的步数。

## 应用
根据步频的定义可知行走的路程等于步长与步频的乘积，合适的步长和合适的步频能让一般人或者运动员获得更高的成绩。